# 2006年
2006年（2006 ねん）は、西暦（グレゴリオ暦）による、日曜日から始まる平年。平成18年。
この項目では、国際的な視点に基づいた2006年について記載する。

## 他の紀年法
- 干支：丙戌（ひのえ いぬ）
- 日本（月日は一致）
  - 平成18年
  - 皇紀2666年
- 大韓民国（月日は一致）
  - 檀紀4339年
- 中華民国（月日は一致）
  - 中華民国95年
- 朝鮮民主主義人民共和国（月日は一致）
  - 主体95年
- 仏滅紀元：2548年10月2日 - 2549年10月12日
- イスラム暦：1426年12月1日 - 1427年12月10日
- ユダヤ暦：5766年4月1日 - 5767年4月10日
- Unix Time：1136073600 - 1167609599
- 修正ユリウス日(MJD)：53736 - 54100
- リリウス日(LD)：154577 - 154941

## カレンダー
| 1月 |    |    |    |    |    |    |
| 日  | 月 | 火 | 水 | 木 | 金 | 土 |
| 1   | 2  | 3  | 4  | 5  | 6  | 7  |
| 8   | 9  | 10 | 11 | 12 | 13 | 14 |
| 15  | 16 | 17 | 18 | 19 | 20 | 21 |
| 22  | 23 | 24 | 25 | 26 | 27 | 28 |
| 29  | 30 | 31 |    |    |    |    |
|     |    |    |    |    |    |    |

| 2月 |    |    |    |    |    |    |
| 日  | 月 | 火 | 水 | 木 | 金 | 土 |
|     |    |    | 1  | 2  | 3  | 4  |
| 5   | 6  | 7  | 8  | 9  | 10 | 11 |
| 12  | 13 | 14 | 15 | 16 | 17 | 18 |
| 19  | 20 | 21 | 22 | 23 | 24 | 25 |
| 26  | 27 | 28 |    |    |    |    |
|     |    |    |    |    |    |    |

| 3月 |    |    |    |    |    |    |
| 日  | 月 | 火 | 水 | 木 | 金 | 土 |
|     |    |    | 1  | 2  | 3  | 4  |
| 5   | 6  | 7  | 8  | 9  | 10 | 11 |
| 12  | 13 | 14 | 15 | 16 | 17 | 18 |
| 19  | 20 | 21 | 22 | 23 | 24 | 25 |
| 26  | 27 | 28 | 29 | 30 | 31 |    |
|     |    |    |    |    |    |    |

| 4月 |    |    |    |    |    |    |
| 日  | 月 | 火 | 水 | 木 | 金 | 土 |
|     |    |    |    |    |    | 1  |
| 2   | 3  | 4  | 5  | 6  | 7  | 8  |
| 9   | 10 | 11 | 12 | 13 | 14 | 15 |
| 16  | 17 | 18 | 19 | 20 | 21 | 22 |
| 23  | 24 | 25 | 26 | 27 | 28 | 29 |
| 30  |    |    |    |    |    |    |
|     |    |    |    |    |    |    |

| 5月 |    |    |    |    |    |    |
| 日  | 月 | 火 | 水 | 木 | 金 | 土 |
|     | 1  | 2  | 3  | 4  | 5  | 6  |
| 7   | 8  | 9  | 10 | 11 | 12 | 13 |
| 14  | 15 | 16 | 17 | 18 | 19 | 20 |
| 21  | 22 | 23 | 24 | 25 | 26 | 27 |
| 28  | 29 | 30 | 31 |    |    |    |
|     |    |    |    |    |    |    |

| 6月 |    |    |    |    |    |    |
| 日  | 月 | 火 | 水 | 木 | 金 | 土 |
|     |    |    |    | 1  | 2  | 3  |
| 4   | 5  | 6  | 7  | 8  | 9  | 10 |
| 11  | 12 | 13 | 14 | 15 | 16 | 17 |
| 18  | 19 | 20 | 21 | 22 | 23 | 24 |
| 25  | 26 | 27 | 28 | 29 | 30 |    |
|     |    |    |    |    |    |    |

| 7月 |    |    |    |    |    |    |
| 日  | 月 | 火 | 水 | 木 | 金 | 土 |
|     |    |    |    |    |    | 1  |
| 2   | 3  | 4  | 5  | 6  | 7  | 8  |
| 9   | 10 | 11 | 12 | 13 | 14 | 15 |
| 16  | 17 | 18 | 19 | 20 | 21 | 22 |
| 23  | 24 | 25 | 26 | 27 | 28 | 29 |
| 30  | 31 |    |    |    |    |    |
|     |    |    |    |    |    |    |

| 8月 |    |    |    |    |    |    |
| 日  | 月 | 火 | 水 | 木 | 金 | 土 |
|     |    | 1  | 2  | 3  | 4  | 5  |
| 6   | 7  | 8  | 9  | 10 | 11 | 12 |
| 13  | 14 | 15 | 16 | 17 | 18 | 19 |
| 20  | 21 | 22 | 23 | 24 | 25 | 26 |
| 27  | 28 | 29 | 30 | 31 |    |    |
|     |    |    |    |    |    |    |

| 9月 |    |    |    |    |    |    |
| 日  | 月 | 火 | 水 | 木 | 金 | 土 |
|     |    |    |    |    | 1  | 2  |
| 3   | 4  | 5  | 6  | 7  | 8  | 9  |
| 10  | 11 | 12 | 13 | 14 | 15 | 16 |
| 17  | 18 | 19 | 20 | 21 | 22 | 23 |
| 24  | 25 | 26 | 27 | 28 | 29 | 30 |
|     |    |    |    |    |    |    |

| 10月 |    |    |    |    |    |    |
| 日   | 月 | 火 | 水 | 木 | 金 | 土 |
| 1    | 2  | 3  | 4  | 5  | 6  | 7  |
| 8    | 9  | 10 | 11 | 12 | 13 | 14 |
| 15   | 16 | 17 | 18 | 19 | 20 | 21 |
| 22   | 23 | 24 | 25 | 26 | 27 | 28 |
| 29   | 30 | 31 |    |    |    |    |
|      |    |    |    |    |    |    |

| 11月 |    |    |    |    |    |    |
| 日   | 月 | 火 | 水 | 木 | 金 | 土 |
|      |    |    | 1  | 2  | 3  | 4  |
| 5    | 6  | 7  | 8  | 9  | 10 | 11 |
| 12   | 13 | 14 | 15 | 16 | 17 | 18 |
| 19   | 20 | 21 | 22 | 23 | 24 | 25 |
| 26   | 27 | 28 | 29 | 30 |    |    |
|      |    |    |    |    |    |    |

| 12月 |    |    |    |    |    |    |
| 日   | 月 | 火 | 水 | 木 | 金 | 土 |
|      |    |    |    |    | 1  | 2  |
| 3    | 4  | 5  | 6  | 7  | 8  | 9  |
| 10   | 11 | 12 | 13 | 14 | 15 | 16 |
| 17   | 18 | 19 | 20 | 21 | 22 | 23 |
| 24   | 25 | 26 | 27 | 28 | 29 | 30 |
| 31   |    |    |    |    |    |    |
|      |    |    |    |    |    |    |

## できごと

### 1月
- 1月2日 - ネパールでマオイストが停戦破棄[1]。
- 1月9日 - 『オペラ座の怪人』が『キャッツ』を抜き、ブロードウェイ・ロングラン記録を更新[2]。
- 1月10日 - 韓国のソウル大学校教授・黄禹錫が発表した、ES細胞に関する論文が捏造と判明。
- 1月12日 - サウジアラビアでメッカ巡礼のイスラム教徒が将棋倒しとなり、363名が圧死。
- 1月15日 - クウェートのジャービル＝サバーハ首長死去。
- 1月16日 - リベリア大統領選挙。サーリーフ当選、アフリカ初の女性大統領。
- 1月20日 - 日本の農林水産省が「2005年12月に輸入を再開したアメリカ合衆国産牛肉にBSE危険部位の脊柱が混入していたことが判明した」と発表。再び全面禁輸に入る。
- 1月22日 - 2006年ポルトガル共和国大統領選挙。アニーバル・カヴァコ・シルヴァ当選。
- 1月23日 - 2006年カナダ総選挙。保守党勝利、ハーパー政権発足。
- 1月25日 - パレスチナ立法評議会（PLC）選挙。ハマースが過半数を獲得し、与党ファタハに勝利[3]。
- 1月27日 - モーツァルトの生誕250周年を記念し、ウィーンのシュテファン大聖堂でウィーン少年合唱団による記念公演が行われる。

### 2月
- 2月3日 - 紅海で、現地時間未明、乗員乗客合わせ1,414名を乗せ、サウジアラビアからエジプトに向け出発した、エジプト船籍のフェリー「アル・サラーム・ボッカチオ98」が沈没。388人救助、1,000人以上の遺体を回収。
- 2月5日 - アラブ諸国でのムハンマド風刺画に対する抗議行動で、前日のシリアでの放火事件に続き、レバノンの首都ベイルートにあるデンマーク大使館でも放火事件発生。
- 2月10日 - トリノ冬季オリンピック開幕。
- 2月17日 - フィリピンのレイテ島で大規模な土砂崩れ が発生し、人口約1,800人の村が壊滅状態になるなど、1,126人が犠牲になる (2006年レイテ島土砂災害) 。
- 2月18日 - ナイジェリアでムハンマドの風刺画に対する抗議運動が暴動化、キリスト教徒16人が死亡。
- 2月18日 - 龍山小学生性暴行殺害事件
- 2月22日 - イギリス・ケント州でイングランド銀行の保管施設から少なくとも2,500万ポンドが強奪される。
- 2月24日
  - フィリピンのグロリア・アロヨが、軍将校によるクーデター計画を理由に、同国全土に非常事態宣言。
  - サウジアラビアにある世界最大規模の石油関連施設に対し、アルカーイダによるとみられる初の自爆テロが発生。
- 2月25日 - アメリカ合衆国商務省国勢調査局の「世界人口時計」による世界の推計人口が65億人突破。

### 3月
- 3月2日 - アメリカ合衆国で新10ドル紙幣流通開始。
- 3月3日 - 第1回 ワールド・ベースボール・クラシックが開幕。
- 3月5日 - 第78回アカデミー賞授賞式がハリウッド・コダックシアターで行われ、「クラッシュ」（ポール・ハギス監督作品）が作品賞を受賞。
- 3月11日 - チリでミシェル・バチェレ大統領就任。

### 4月
- 4月11日 - イラン政府が同国中央部に所在するナタンズの核施設で原子力発電の稼働に必要な低レベルのウラン濃縮 (3.5%) に成功したと発表。
- 4月16日 - モナコ大公アルベール2世が、イギリス人やロシア人ら7名とともに国家元首初の北極点到達を果たす。
- 4月19日 - 日本の残留日本兵上野石之助がロシアから帰国。
- 4月28日 - 北朝鮮による拉致被害者家族連絡会の横田早紀江さんが、ホワイトハウスの大統領執務室でジョージ・ウォーカー・ブッシュ大統領と面会、拉致問題の解決のためアメリカ合衆国政府の支援を求める。

### 5月
- 5月1日 - アメリカ合衆国各地で、ヒスパニック系住民らが不法移民規制法案に抗議するデモ。約100万人が参加、サービス業全般に影響が及ぶ。
- 5月3日
  - EU、5月11日に予定していたボスニア・ヘルツェゴビナとの加盟準備交渉中止を決定。
  - ロシア、ソチ沖の黒海で、アルムアビア（アルメニア）のエアバスA320が墜落、乗客乗員113人全員が死亡。
- 5月4日 - インドのハイデラバードで開かれた、ASEAN、日本、中国、韓国による財務相会議で、地域通貨単位創設検討で一致。
- 5月8日 - アメリカ合衆国政府が脱北者の亡命受け入れを確認。5月5日に逃亡先の東南アジアから到着済み。
- 5月9日
  - マレーシア・クアラルンプールでASEAN国防相会議が初めて開催される。
  - 日本が国連人権理事会の理事国入り。
- 5月10日 - イタリアの戦後第11代の大統領に現左翼民主党のジョルジョ・ナポリターノが選出。
- 5月16日 - 欧州委員会がスロベニアに対し2007年1月からのユーロ導入を認可。
- 5月17日 - 第59回カンヌ国際映画祭が開幕。
- 5月18日 - チリ最高裁がアルベルト・フジモリ元ペルー大統領を保釈。ただし、チリからの出国は認めず。
- 5月20日 - イラクでフセイン政権崩壊後、約3年ぶりに正式政府が発足。
- 5月25日
  - アメリカ合衆国のエンロン社の不正会計事件で、元会長らに有罪判決。
  - ヨーロッパ、アメリカ合衆国とカメルーンの研究チームが、「エイズウイルスがカメルーン南東部のチンパンジーから人間に感染した可能性が高い」との研究結果を発表。
- 5月27日 - インドネシアはジャワ島のジョグジャカルタ周辺を震央とするマグニチュード6.3の地震が発生し、同国で5782人が死亡。(ジャワ島中部地震)
- 5月28日 - コロンビア大統領選挙でアルバロ・ウリベが史上初の再選。
- 5月31日
  - イラク南部のサマーワで、日本の陸上自衛隊の車列を狙った爆弾が爆発 ：爆弾テロの模様。自衛隊員に怪我はなし。
  - ニューヨーク証券取引所を運営するNYSEグループと、ヨーロッパの証券取引所を統括するユーロネクストが合併の方針を発表。

### 6月
- 6月3日 - モンテネグロ、セルビア・モンテネグロから独立宣言。5日にセルビアも独立を承認。
- 6月8日 - イラク政府が、テロリスト容疑者アブー＝ムスアブ・アッ＝ザルカーウィーが駐留アメリカ軍の空爆によって死亡したと発表。
- 6月9日 - 日本の明仁天皇と美智子皇后（ともに当時）が、東南アジア3カ国を歴訪。シンガポール、マレーシア、タイをまわり15日に帰国。
- 6月9日 - FIFAワールドカップ™ドイツ大会の開幕。
- 6月19日 - バグダードの高等法廷で、検察側がサッダーム・フセイン元大統領らに対し死刑を求刑。
- 6月25日 - 日本の内閣総理大臣小泉純一郎がカナダ、アメリカ合衆国歴訪に出発。日加、日米首脳会談が行われる。
- 6月28日 - モンテネグロが国際連合に加盟。
- 6月29日 - 北朝鮮による日本人拉致被害者の横田めぐみの元夫で韓国人拉致被害者でもある金英男が、北朝鮮で28年ぶりに家族と再会を果たす。

### 7月
- 7月1日 - 橋本龍太郎元総理大臣が東京都新宿区の国立国際医療センターで、腸管虚血を原因とする敗血症性ショックによる多臓器不全のため死去した。68歳没。
- 7月4日 - アメリカ航空宇宙局 (NASA) がスペースシャトル「ディスカバリー号」の1年ぶりの打ち上げに成功。
- 7月5日
  - 北朝鮮が、テポドン2号など7発の弾道ミサイルを日本海へ向け連射する（北朝鮮によるミサイル発射実験）。
  - 国連安全保障理事会、北朝鮮のミサイル発射を受けて、緊急協議を開く。
- 7月9日
  - FIFAワールドカップドイツ大会決勝、決勝戦としては3大会ぶり2度目のPK戦での決着となり、イタリアが5-3でフランスを下し優勝。
  - インド・ムンバイで鉄道駅や走行中の列車などをあわせて、7か所で爆弾による同時テロが発生（ムンバイ列車爆破事件）。
- 7月10日-13日 - 香港で国際青少年合唱祭が開催される。アジアで初めての開催。
- 7月14日
  - 国連安全保障理事会は、日本とアメリカ合衆国などが共同提案した北朝鮮のミサイル発射に対する決議案を全会一致で採決。
  - エクアドルでトゥングラウア火山が噴火。周辺住民約1万人が避難。
- 7月15日 - 第32回主要国首脳会議がサンクトペテルブルクで開幕。ロシアが初の議長国に。
- 7月17日
  - インドネシア・ジャワ島南西沖のインド洋を震央とするマグニチュード7.7の地震が発生。津波も発生し、668人が死亡。
  - アメリカ合衆国・ニューヨーク・クイーンズ区などで数日にわたり原因不明の停電。
- 7月19日 - ヨーロッパで熱波。各地でこの日までに計13人が死亡、イギリスでは90年ぶりに7月の最高気温記録を更新。
- 7月22日 - イスラエル軍、イスラム教シーア派組織ヒズボラとの戦闘のため、地上部隊がレバノン領南部に侵攻。
- 7月23日 - WTO加盟主要6か国・地域の閣僚会議がスイス・ジュネーヴで開催。
- 7月25日 - イラクで人道支援活動を行っていた陸上自衛隊員の最後の280名が日本へ帰国。
- 7月28日
  - マレーシア・クアラルンプールでASEAN地域フォーラム (ARF) 開幕。
  - ペルー大統領に、アラン・ガルシアが16年ぶりに再任。
  - 韓国、ロシアの宇宙基地から、多目的実用人工衛星、アリラン2号の打ち上げ成功。
- 7月30日 - イギリスロンドン郊外の映画撮影所、「パインウッド・スタジオ」で火災。007シリーズの撮影セットなどが焼失。
- 7月31日
  - イスラエル政府、ヒズボラへの対抗策として行っているレバノンへの空爆を48時間停止する事でアメリカ合衆国と合意。
  - 韓国・江原道の非武装地帯で北朝鮮軍が韓国軍の監視所に発砲、韓国軍が応射。
  - 国連安全保障理事会、イランに対し1か月以内にウラン濃縮中止を義務付け、従わない場合は経済制裁発動を警告する決議を14対1で可決。
  - カナダのサスカチュワン州とマニトバ州にある約100軒の牧場で家畜が炭疽菌に感染し、約500頭が死亡。

### 8月
- 8月1日 - アメリカ合衆国内での7月の月間新車販売台数で、トヨタ自動車がフォードを抜き、史上初めて2位となる。
- 8月2日 - イスラエル軍、レバノン南部にて、空爆再開。
- 8月5日 - アメリカ合衆国、フランス両政府がイスラエル軍とヒズボラの戦闘全面停止を求め、レバノン南部へ国連憲章7条に基づく決議案を、国連安全保障理事会に提出。
- 8月6日 - イギリス石油メジャー、ブリティッシュ・ペトロリアム、産油量がアメリカ合衆国最大であるアラスカ州のプルドーベイ油田のパイプライン16箇所に腐食、同油田の操業を停止。
- 8月6日 - F1ハンガリーGPにてホンダF1のジェンソン・バトンが優勝した。オールホンダにとっては、1967年のイタリアGPのジョン・サーティース以来39年ぶりの勝利となった。
- 8月8日 - アメリカ合衆国のインターネット検索最大手のGoogleが、自社の新サービスにAP通信の記事や写真を使用した場合、同社に対して一定の使用料を払うことで合意。
- 8月9日
  - ロンドン警視庁は、ロンドンからアメリカ合衆国へ向かう複数の旅客機をアメリカ合衆国の主要都市上空で爆破させる大規模なテロ計画を未然に阻止。容疑者24人を拘束。
  - ロンドンで旅客機のテロ計画が発覚したことを受けて、液体物などの持ち込みが禁止される。
- 8月11日
  - 国連安全保障理事会、イスラエルとヒズボラの停戦決議を採択。8月12日、コフィー・アナン国連事務総長、戦闘停止が8月14日グリニッジ標準時午前5時に発効すると発表。
  - イタリア内務省が、ロンドンの旅客機テロ計画に関与ある40名の外国人を逮捕、114人を国外追放にした事を発表。
- 8月12日 - FBIが、アメリカ人もロンドンの旅客機テロ計画に関与していた疑いがあるとして捜査を開始。
- 8月24日 - 国際天文学連合により、冥王星が惑星から除外、新設された準惑星に分類される。
- 8月27日 - アメリカ合衆国・ケンタッキー州でレキシントン発アトランタ行きのコムエアー旅客機が離陸直前に墜落。

### 9月
- 9月10日 - アメリカ航空宇宙局のスペースシャトル・アトランティス号打ち上げ成功。
- 9月16日 - タイ・ソンクラー県ハートヤイで、同時多発爆弾テロ事件が発生。外国人を含む4人が死亡、82人が負傷。
- 9月17日 - スウェーデン議会の総選挙が行われフレドリック・ラインフェルト率いる穏健党を中心とする中道右派連合が勝利。
- 9月19日
  - タイ軍事クーデターが勃発 ：米国ニューヨークを訪れていたタイ王国首相タクシンが非常事態宣言を発表するも、軍部はこれを無効とし、タイ全土に戒厳令を発布。
  - シンガポールでIMF・世界銀行年次総会が開催される。
- 9月22日 - ドイツの磁気浮上式高速鉄道（トランスラピッド）のエムスランド実験線で、試運転中のトランスラピッドが、200km/h前後と推定される速度で工事用車両と衝突、作業員2人と、リニアに乗車していた見学者ら29名の計31名が巻き込まれ、21人が死亡。リニアモーターカーで、初めて死者が出た大事故。
- 9月26日 - 安倍晋三が日本の第90代内閣総理大臣に就任し、第1次安倍内閣発足。
- 9月28日 - タイでスワンナプーム国際空港が開港 ：規模はアジア最大。
- 9月29日 - ゴル航空1907便墜落事故が発生 ：マナウス発ブラジリア行きのゴル航空1907便ボーイング737-800型機が、ブラジル北部パラ州上空でエンブラエル・レガシー600と衝突。ジャングルに墜落し、154人が死亡。

### 10月
- 10月1日 - 競馬のフランス凱旋門賞にディープインパクトが出走 ：3位入線するも、その後、禁止薬物使用を事由に失格処分となる。
- 10月7日 - 兵庫県の六甲山で、バーベキュー施設から帰る途中の男性客が遭難するも、24日後に奇跡的に生還する。
- 10月8日 - 日本の安倍晋三首相が中国を訪問。胡錦涛国家主席と首脳会談。
- 10月9日
  - 日本の安倍晋三首相が韓国を訪問。盧武鉉大統領と首脳会談。
  - 北朝鮮が咸鏡北道吉州郡で核実験を強行。朝鮮中央通信は成功したと発表（北朝鮮の核実験）。
- 10月11日
  - ニューヨーク小型機衝突事故が発生 ：アメリカ合衆国ニューヨークのマンハッタンで高層マンションに小型機が衝突し、炎上。野球選手コリー・ライドルを含む死者2人を出した。
  - 北朝鮮の核実験を受け、日本は独自の経済制裁措置を発動。
- 10月17日
  - アメリカ合衆国の人口が3億人を突破。
  - アメリカ合衆国国務省、ビザ免除プログラム適用希望の外国人入国者にICパスポートの保持を義務付け。

### 11月
- 11月5日 - イラク高等法廷がサッダーム・フセイン元イラク大統領に死刑判決を言い渡す。
- 11月7日 - アメリカ合衆国中間選挙 ：民主党が上下両院で多数派を奪還。
- 11月11日 - 共和党の敗北を受け、ラムズフェルド国防長官がイラク政策の責任をとって辞任する。
- 11月18日 - ベトナムでAPECが開催される。
- 11月23日 - イラクのバグダードで連続爆弾テロ事件が発生。215人が死亡。イラク新政権発足後、最悪のテロ事件となった。

### 12月
- 12月5日 - フィジーでクーデターが起こり、バイニマラマ軍司令官率いる軍部が政権を掌握。
- 12月9日 - アメリカ航空宇宙局 (NASA) がスペースシャトル「ディスカバリー号」の打ち上げに成功 ：4年ぶりの夜間打ち上げ。
- 12月10日 - 17日 - FIFAクラブワールドカップ2006の開催。
- 12月26日 - サッダーム・フセイン元イラク大統領の死刑が確定。
- 12月26日 - JR東日本E233系電車が中央快速線にて営業運転を開始。
- 12月30日 - サッダーム・フセイン元イラク大統領の死刑執行。

## 周年
以下に、過去の主な出来事からの区切りの良い年数（周年）を記す。
- 4月26日 - チェルノブイリ原子力発電所事故から20周年。
- 7月15日 - ボーイング社（米ワシントン州シアトル）創業90周年。
- 7月26日 - スエズ運河国有化宣言から40周年。
- 9月11日 - アメリカ同時多発テロ事件から5周年。
- 9月23日 - 藤子・F・不二雄没後10周年。
- 12月25日 - ソビエト連邦の崩壊から15周年。

## 核実験
- 2月23日 - アメリカ合衆国とイギリス合同 臨界前核実験がネバダ州で行われる。
- 8月30日 - アメリカ合衆国の臨界前核実験がネバダ州で行われる。
- 10月9日 - 北朝鮮が核実験を行う。

## イベント・行事

### 国際年
- 砂漠と砂漠化に関する国際年（International Year of Deserts and Desertification）

## 芸術・文化・ファッション

### ファッション
アメリカやヨーロッパにおいて、BMIが18以下のファッションモデルのファッションショー出演を禁止。

### 映画
- アポカリプト
- 硫黄島からの手紙
- エグザイル/絆
- 森のリトル・ギャング
- ハッピー フィート
- アイス・エイジ2
- アントブリー
- オープン・シーズン
- バーンヤード
- おさるのジョージ
- 森のリトル・ギャング
- モンスター・ハウス
- ライアンを探せ!
- カーズ
- クィーン
- グエムル-漢江の怪物-
- 007 カジノ・ロワイヤル
- 父親たちの星条旗
- トゥモロー・ワールド
- ドリームガールズ
- パイレーツ・オブ・カリビアン/デッドマンズ・チェスト
- パンズ・ラビリンス
- プラダを着た悪魔
- ブラックブック
- ボルベール〈帰郷〉
- 麦の穂をゆらす風
- ユナイテッド93
- 善き人のためのソナタ
- リトル・ミス・サンシャイン
- ナイト ミュージアム
- バベル

### 文学
- スティーグ・ラーソン『ミレニアム』第2部発売（スウェーデン語版、2009年に英語版や日本語版など発売）。
- コーマック・マッカーシー『ザ・ロード』発売（2008年に日本語版発売）。

### ゲーム
- コンピュータゲーム
  - ソニー・コンピュータエンタテインメント (SCEI)  が家庭用ゲーム機「PlayStation 3」を発売。
    - 日本 - 2006年11月11日発売
    - 北米（アメリカ・カナダ）およびアジアの一部地域（香港・台湾） - 2006年11月17日発売
    - ヨーロッパやオセアニアは翌年3月の発売となった。

  - 任天堂が家庭用ゲーム機「Wii」を発売。
    - 北米（アメリカ・カナダ・メキシコ） - 2006年11月19日発売
    - 日本 - 2006年12月2日発売
    - オセアニア（オーストラリア・ニュージーランド） - 2006年12月7日発売
    - ヨーロッパ - 2006年12月8日発売（※イタリアは12月7日、スペインは12月9日に発売）

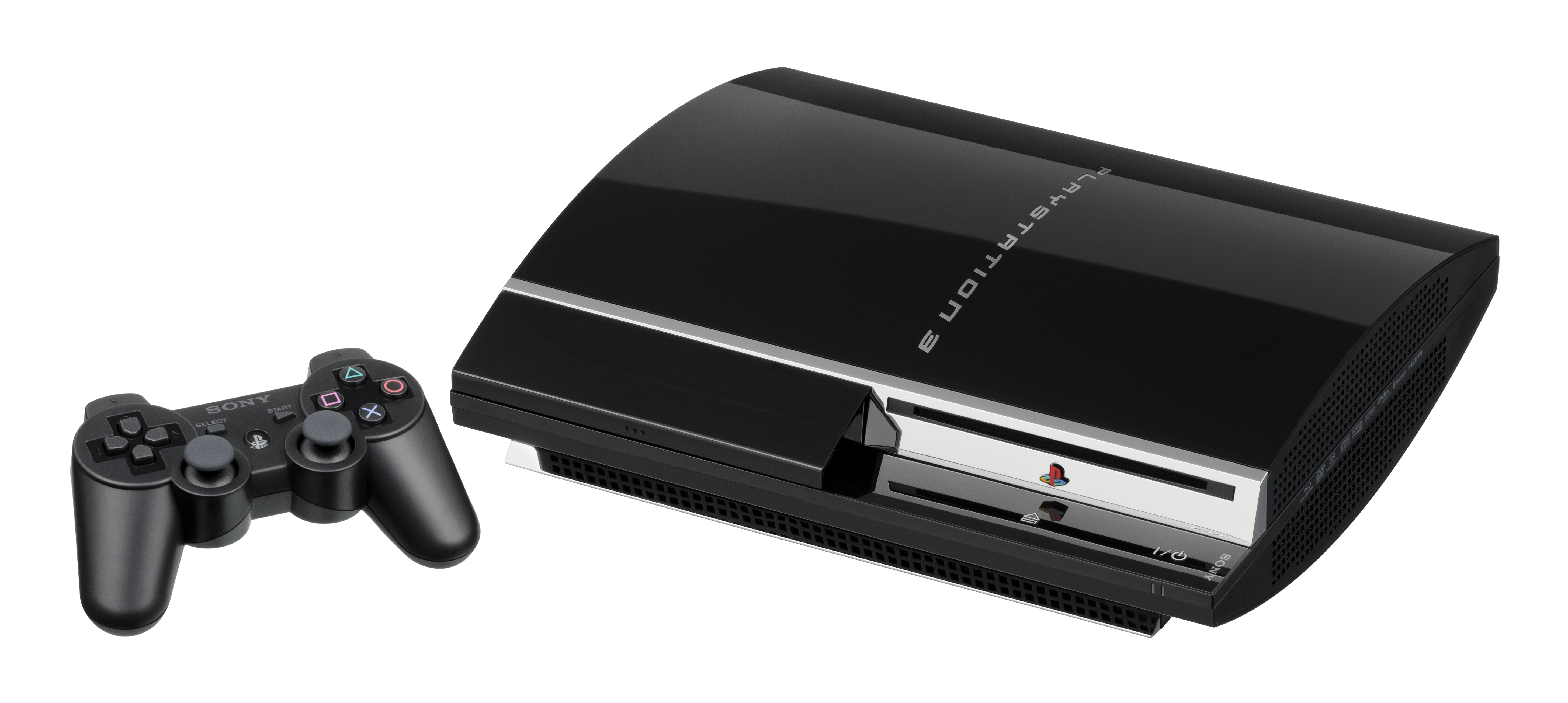
PlayStation 3 本体
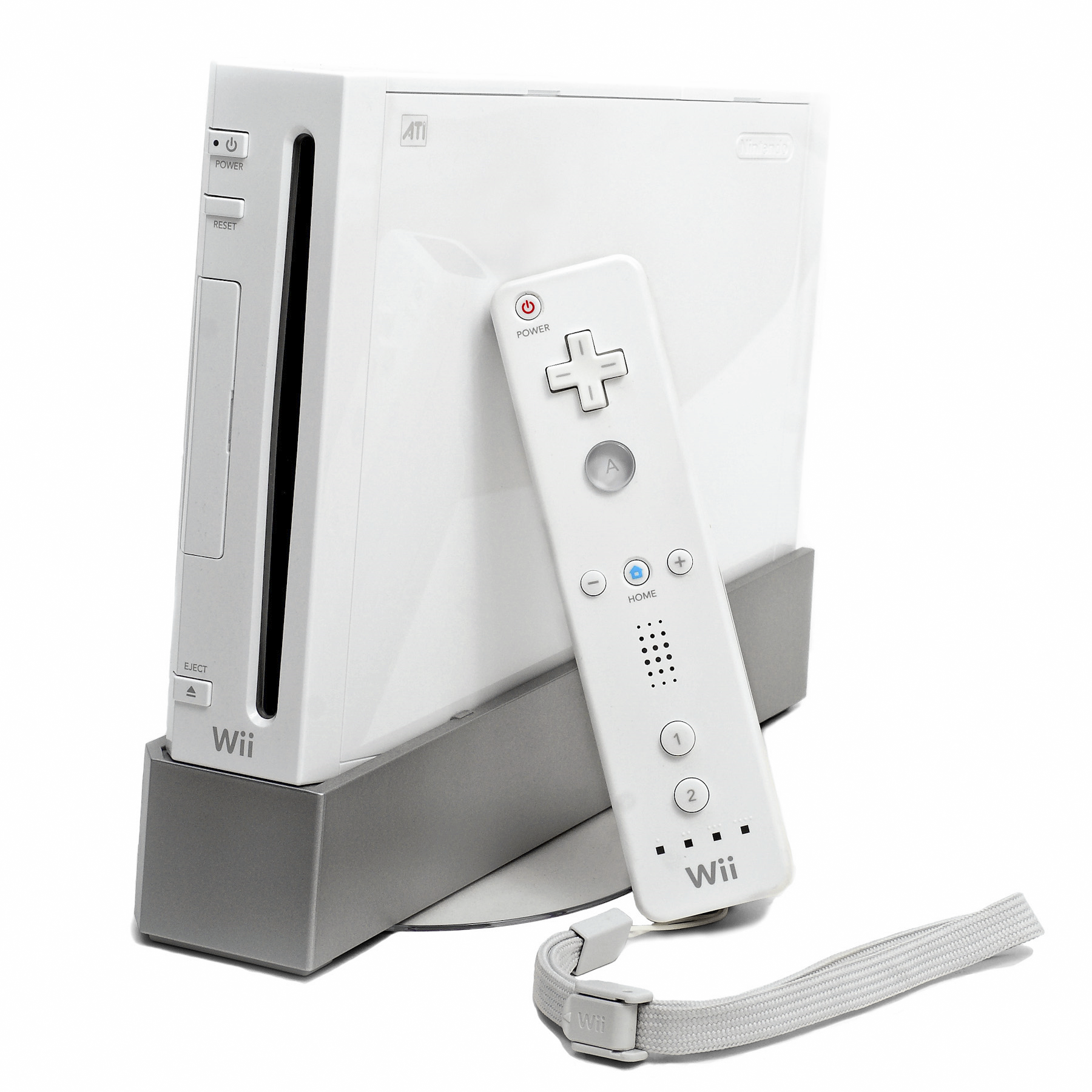
Wii 本体とリモコン

## 誕生

### 1月
- 1月10日 - アンジェリーナ・ジョーダン、歌手
- 1月25日 - 田中奏生、子役
- 1月30日 - 佐々木心菜、アイドル（ME:I）

### 2月
- 2月7日 - 伊礼姫奈、女優

### 3月
- 3月20日 - バロン・トランプ、ドナルド・トランプの息子。

### 4月
- 4月7日 - スターキングデリシャス、アイドル（りんご娘）
- 4月18日 - スリ・クルーズ、トム・クルーズの長女。

### 5月
- 5月9日 - 翔、俳優、モデル
- 5月15日 - ヘリン、アイドル（NewJeans）
- 5月16日 - 大西利空、俳優
- 5月26日 - キュジン、アイドル（NMIXX）

### 6月
- 6月2日 - 今朝丸裕喜、プロ野球選手(阪神タイガース)
- 6月23日 - 辻井和花、キックボクサー
- 6月25日 - マッケナ・グレイス、女優

### 7月
- 7月25日 - 渡邉このみ、子役

### 8月
- 8月1日 - トンプソン・アイミ、子役
- 8月25日 - アンドレア・キミ・アントネッリ 、F1ドライバー

### 9月
- 9月6日 - 悠仁親王、日本の皇族
- 9月6日 - 城桧吏、子役
- 9月17日 - 新井美羽、子役
- 9月18日 - 冨里奈央、アイドル（乃木坂46）
- 9月30日 - 村上璃杏、アイドル（ME:I）
- 9月30日 - 金星、アイドル（りんご娘）

### 10月
- 10月5日 - ジェイコブ・トレンブレイ、俳優
- 10月24日 - 佐藤芽、子役
- 10月31日 - おさき、インフルエンサー、元子役

### 11月
- 11月2日 - 當真あみ、女優
- 11月10日 ‐ ウンチェ、アイドル（LE SSERAFIM）

### 12月
- 12月1日 - 歸山竜成、俳優
- 12月16日 - 山本すず、アイドル（ME:I）
- 12月18日 - 藤寺美徳、声優
- 12月22日 - 福島香々、声優
- 12月25日 - 佐々木逢介、子役

## 人物以外
- 3月14日 - ブエナビスタ、競走馬
- 12月5日 - クヌート、ホッキョクグマ（+ 2011年）

## ノーベル賞
- 物理学賞 - ジョン・C・マザー、ジョージ・スムート
- 化学賞 - ロジャー・コーンバーグ
- 生理学・医学賞 - アンドリュー・ファイアー、クレイグ・メロー
- 文学賞 - オルハン・パムク
- 平和賞 - グラミン銀行、ムハマド・ユヌス
- 経済学賞 - エドモンド・フェルプス